# Halbschuhtourist

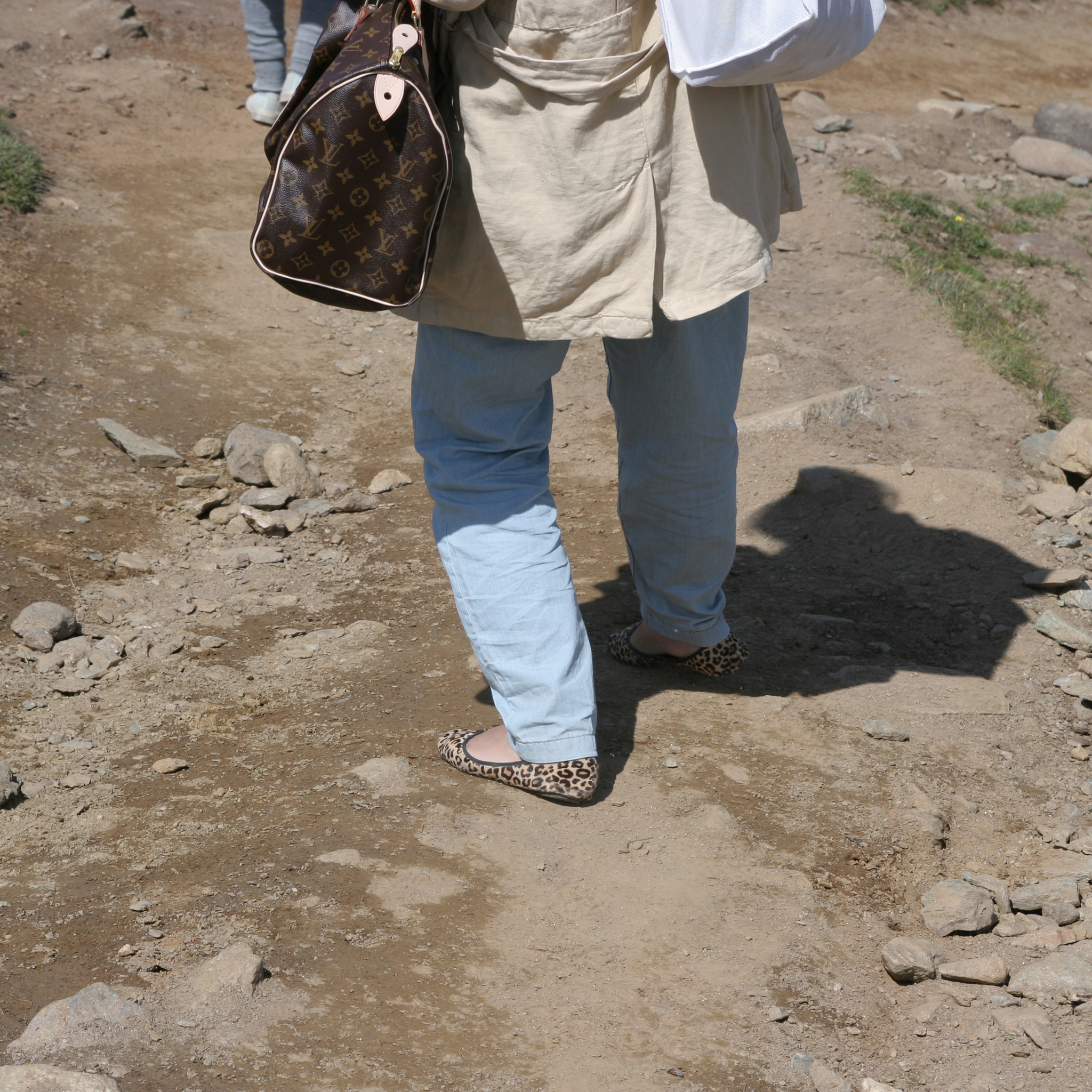
Halbschuhtouristin am Gornergrat in ca. 2700 m Höhe ü. M.

Als Halbschuhtouristen bezeichnet man abwertend meist unerfahrene Touristen, die Wanderungen im Gebirge oder Hochgebirge ohne entsprechende Ausrüstung, wie beispielsweise festes Schuhwerk oder Schutzkleidung für den Fall eines plötzlichen Wettersturzes, unternehmen.
Die Bezeichnung leitet sich davon ab, dass diese Wanderer oft in Halbschuhen oder Sandalen unterwegs sind, die auf steinigen, steilen und engen Wegen oder auf Felsen und Geröll wenig Halt geben, was regelmäßig zu Verletzungen der Knöchel und schweren Unfällen durch Stürze führt.
Bergrettungsorganisationen merken jedoch an, dass ungenügende Ausrüstung heute seltener ein Grund für Bergunfälle ist. Da heute selbst Anfänger häufig über gute Ausrüstung verfügen, ist die Ursache für Alpinunfälle vermehrt in mangelnder Koordination und alpiner Erfahrung zu suchen.